# Slagelse Kommune (1970-2006)
Slagelse Kommune i Vestsjællands Amt blev dannet ved kommunalreformen i 1970. Ved strukturreformen i 2007 blev den udvidet til den nuværende Slagelse Kommune ved indlemmelse af Hashøj Kommune, Korsør Kommune og Skælskør Kommune.

## Vestermose Kommune
4 sognekommuner nordøst for Slagelse dannede i 1966 Vestermose Kommune, opkaldt efter en mose på sognegrænsen mellem Sorterup, Sønderup og Nordrupvester:
| Kommune                | Folketal september 1965 | Byer     |
| ---------------------- | ----------------------- | -------- |
| Gudum                  | 154                     |          |
| Kindertofte            | 274                     |          |
| Sorterup-Ottestrup     | 939                     |          |
| Sønderup-Nordrupvester | 875                     | Sønderup |
| I alt                  | 2.242                   |          |

## Slagelse Kommune
Slagelse havde været købstad, men det begreb mistede sin betydning ved kommunalreformen, hvor Vestermose Kommune og yderligere 5 sognekommuner blev lagt sammen med Slagelse købstad til Slagelse Kommune:
| Kommune                         | Folketal 1. januar 1970 | Byer                                                  |
| ------------------------------- | ----------------------- | ----------------------------------------------------- |
| Slagelse                        | 23.058                  | Slagelse                                              |
| Slagelse Sankt Mikkels landsogn | 585                     |                                                       |
| Slagelse Sankt Peders landsogn  | 3.234                   |                                                       |
| Hejninge                        | 215                     |                                                       |
| Stillinge                       | 1.675                   | Kirke Stillinge, Kongsmark Strand og Stillinge Strand |
| Havrebjerg                      | 530                     | Havrebjerg                                            |
| Vestermose                      | 2.154                   |                                                       |
| I alt                           | 31.451                  |                                                       |

Hertil kom 53 matrikler i Slots Bjergby Sogn, der blev overført fra Hashøj Kommune.

## Sogne
Slagelse Kommune bestod af følgende sogne, alle fra Slagelse Herred undtagen Havrebjerg, der havde hørt til Løve Herred:
- Antvorskov Sogn
- Gudum Sogn
- Havrebjerg Sogn
- Hejninge Sogn
- Kindertofte Sogn
- Nordrupvester Sogn
- Nørrevang Sogn
- Ottestrup Sogn
- Sankt Mikkels Sogn
- Sankt Peders Sogn
- Sorterup Sogn
- Kirke Stillinge Sogn
- Sønderup Sogn

## Borgmestre[5]
| Navn               | Parti                       | Periode   |
| ------------------ | --------------------------- | --------- |
| Aage Nørgaard      | Socialdemokratiet           | 1970-1986 |
| Steen Bach Nielsen | Socialdemokratiet           | 1986-1994 |
| Jens Jørgensen     | Det Konservative Folkeparti | 1994-1998 |
| Lis Tribler        | Socialdemokratiet           | 1998-2006 |